# Laytonville
Covelo es un lugar designado por el censo en el condado de Mendocino en el estado estadounidense de California. En el año 2000 tenía una población de 1,301 habitantes y una densidad poblacional de 97.8 personas por km².

## Geografía
Covelo se encuentra ubicado en las coordenadas 39°41′18″N 123°28′58″O / 39.68833, -123.48278. Según la Oficina del Censo, la ciudad tiene un área total de 13,3 km² (5,1 mi²), de la cual 13,1 km² (5,1 mi²) es tierra y 0,2 km² (0,1 mi²) (1.37%) es agua.

## Demografía
Según la Oficina del Censo en 2000 los ingresos medios por hogar en la localidad eran de $34,432, y los ingresos medios por familia eran $38,080. Los hombres tenían unos ingresos medios de $33,269 frente a los $21,563 para las mujeres. La renta per cápita para la localidad era de $19,367. Alrededor del 21.9% de la población estaban por debajo del umbral de pobreza.